# Dianthidium singulare
Dianthidium singulare là một loài Hymenoptera trong họ Megachilidae. Loài này được Cresson mô tả khoa học năm 1879.